# Gasny
Gasny és un municipi francès situat al departament de l'Eure i a la regió de Normandia. L'any 2007 tenia 2.883 habitants.

## Demografia

### Població
El 2007 la població de fet de Gasny era de 2.883 persones. Hi havia 1.120 famílies, de les quals 279 eren unipersonals (100 homes vivint sols i 179 dones vivint soles), 365 parelles sense fills, 387 parelles amb fills i 89 famílies monoparentals amb fills.
La població ha evolucionat segons el següent gràfic:
Habitants censats

### Habitatges
El 2007 hi havia 1.291 habitatges, 1.164 eren l'habitatge principal de la família, 39 eren segones residències i 89 estaven desocupats. 1.106 eren cases i 166 eren apartaments. Dels 1.164 habitatges principals, 806 estaven ocupats pels seus propietaris, 327 estaven llogats i ocupats pels llogaters i 31 estaven cedits a títol gratuït; 13 tenien una cambra, 96 en tenien dues, 213 en tenien tres, 365 en tenien quatre i 476 en tenien cinc o més. 873 habitatges disposaven pel capbaix d'una plaça de pàrquing. A 530 habitatges hi havia un automòbil i a 466 n'hi havia dos o més.

### Piràmide de població
La piràmide de població per edats i sexe el 2009 era:
| Homes | Edats   | Dones |
| ----- | ------- | ----- |
| 0     | 95 o +  | 8     |
| 0     | 90 a 94 | 8     |
| 12    | 85 a 89 | 24    |
| 12    | 80 a 84 | 12    |
| 24    | 75 a 79 | 56    |
| 44    | 70 a 74 | 60    |
| 44    | 65 a 69 | 64    |
| 84    | 60 a 64 | 68    |
| 88    | 55 a 59 | 88    |
| 96    | 50 a 54 | 84    |
| 120   | 45 a 49 | 140   |
| 112   | 40 a 44 | 132   |
| 132   | 35 a 39 | 132   |
| 108   | 30 a 34 | 76    |
| 88    | 25 a 29 | 88    |
| 100   | 20 a 24 | 88    |
| 148   | 15 a 19 | 104   |
| 132   | 10 a 14 | 84    |
| 116   | 5 a 9   | 76    |
| 84    | 0 a 4   | 68    |

## Economia
El 2007 la població en edat de treballar era de 1.892 persones, 1.386 eren actives i 506 eren inactives. De les 1.386 persones actives 1.241 estaven ocupades (670 homes i 571 dones) i 145 estaven aturades (70 homes i 75 dones). De les 506 persones inactives 175 estaven jubilades, 143 estaven estudiant i 188 estaven classificades com a «altres inactius».

### Ingressos
El 2009 a Gasny hi havia 1.216 unitats fiscals que integraven 3.078,5 persones, la mediana anual d'ingressos fiscals per persona era de 18.980 €.

### Activitats econòmiques
Dels 120 establiments que hi havia el 2007, 1 era d'una empresa alimentària, 2 d'empreses de fabricació de material elèctric, 1 d'una empresa de fabricació d'elements pel transport, 11 d'empreses de fabricació d'altres productes industrials, 20 d'empreses de construcció, 28 d'empreses de comerç i reparació d'automòbils, 5 d'empreses de transport, 6 d'empreses d'hostatgeria i restauració, 2 d'empreses d'informació i comunicació, 6 d'empreses financeres, 6 d'empreses immobiliàries, 12 d'empreses de serveis, 13 d'entitats de l'administració pública i 7 d'empreses classificades com a «altres activitats de serveis».
Dels 40 establiments de servei als particulars que hi havia el 2009, 1 era una oficina de correu, 2 oficines bancàries, 4 tallers de reparació d'automòbils i de material agrícola, 1 taller d'inspecció tècnica de vehicles, 2 autoescoles, 3 paletes, 1 guixaire pintor, 8 fusteries, 2 lampisteries, 4 electricistes, 1 empresa de construcció, 3 perruqueries, 1 veterinari, 4 restaurants, 1 agència immobiliària, 1 tintoreria i 1 saló de bellesa.
Dels 9 establiments comercials que hi havia el 2009, 2 eren supermercats, 1 una botiga de menys de 120 m², 1 una fleca, 1 una botiga de congelats, 1 una llibreria, 1 una botiga de roba i 2 floristeries.
L'any 2000 a Gasny hi havia 11 explotacions agrícoles que ocupaven un total de 498 hectàrees.

## Equipaments sanitaris i escolars
El 2009 hi havia 1 farmàcia i 1 ambulància.
El 2009 hi havia 1 escola maternal i 1 escola elemental. Gasny disposava d'un col·legi d'educació secundària amb 557 alumnes.

## Poblacions més properes
El següent diagrama mostra les poblacions més properes.